# Старинец, Александра
Старинец Александра Владиславовна (род. 18 сентября 2003, Винница, Винницкая область, Украина). Она является первой украинской моделью, которая ещё до своего совершеннолетия имела 25 обложек мировых глянцев.

## Биография
Старинец Александра Владиславовна родилась 18 сентября 2003 года в городе Винница. Она начала работать моделью в 2018 году в возрасте 15 лет. Представляет Швейцарию на международном конкурсе красоты Мисс Мудрость в 2022 году.

## Карьера
В 15 лет полетела в свою первую модельную поездку во Вьетнам на 2 месяца. Потом были модельные поездки во Францию, Италию, Кипр, Тайвань, Монако, Турцию.

### 2020
Интервью для журнала Women Fitness.
Публикации в FIGJAM Magazine, Ignite Magazine, Eclair Magazine Vol 12, GMARO Magazine, Fashion As Art, SURREAL Magazine.

### 2021
Интервью для журнала Swanky Magazine.
Публикации в No. 8™️ Magazine, Highlighted Mag, ESTI Magazine, VIR MAG, KNOW Magazine, LUSH, Photos Unboxed, Magnifiqué, Moevir Magazine, MALVIE Magazine, KNOW Magazine, MVIBE Magazine, VOUS Magazine, FADDEESH, RAAMAT, MOVEUX, Portfolio, Ignite Magazine, Le desir, Justbe Magazine, Magnifiqué, THE FEATURE MAGAZINE, ELYSIA Magazine, SIIN, MAKEDA Magazine.

### 2022
Публикации в SHEER Magazine, BEAUTICA Magazine, CREATIV Magazine, Faddy Magazine, Juniper’s Fashion, The CIIN, Prommotion Magazine.